# 히어로즈 인 더 스카이
히어로즈 인 더 스카이(Heroes in the Sky)는 제이씨엔터테인먼트의 온라인 게임이다. 제2차 세계대전을 배경으로 하늘에서 펼쳐지는 공중전을 다루고 있다.
2008년 첫 출시 당시 국내에서는 최초의 비행 슈팅게임 이었기에(골드윙도 있었지만 이쪽은 비행 슈팅이라기 보다는 아케이드 슈팅에 가깝다) 꽤 인기가 있었으나, 계속되는 막장운영과 넥슨 뺨치는 과금유도로 인해 유저들이 죄다 이탈하여 결국 2012년 5월에 조이시티에서 서비스를 종료하고 개발사 게임어스에서 2020년 3월 12일까지 서비스 후 공식적으로 서비스를 종료하였다.

## 전투 시스템
플레이서 스스로가 기체를 조종하여 적기를 격추시키고 살아남아 승리하는 게임으로 미션과 레이드, 대규모 점령전과 대전모드가 존재한다.

## 국적

### 연합군
대영제국 공군(Royal Air Force) - 대영 제국
미국 공군(United States Air Force) - 미합중국
```
소비에트 연방 공군(Soviet UnionForce)
 - 
소비에트 연방
```

### 추축군
독일제국 루프트바페(German Air Force) - 독일 제국
일본제국 해군 항공대(Imperial Japanese Navy Air Service) - 일본 제국
이탈리아 공군(Italian Air Force) - 이탈리아

## 기체
기체에 관한 설명이다.
- 전투기: 공중전을 주로 하는 기체로 국가별로 따로 존재한다.
- 관제기: 교전지역에서 레이더 임무를 주로 수행하는 기체로 연합군과 추축군으로 나뉘어 있으며 해당 군에서 혼용사용이 가능하다.
- 폭격기: 폭격을 주로 하는 기체로 관제기와 마찬가지로 혼용사용이 가능하다.

## 특징
더 좋은 비행기를 쓰려면 태크트리를 타야한다